# کنر (لوئیزیانا)
کنر (به انگلیسی: Kenner) شهری در ایالت لوئیزیانا کشور ایالات متحده آمریکا است که جمعیت آن در سرشماری سال ۲۰۱۰ میلادی، ۶۶٬۷۰۲ نفر بوده‌است.